# Prosqualodon
Prosqualodon és un gènere de cetacis del parvordre dels odontocets que visqueren majoritàriament a l'hemisferi sud des de l'Oligocè superior fins al Miocè mitjà, fa entre 15,9 i 25,2 milions d'anys. Se n'han trobat restes fòssils a l'Argentina, Austràlia, Nova Zelanda i Veneçuela. L'ombra del dubte plana sobre la seva posició filogenètica: hi ha autors que el situen com l'únic gènere de la família dels prosqualodòntids (Prosqualodontidae), d'altres que en fan un odontocet troncal i encara d'altres que el consideren un platanistoïdeu molt proper a Waipatia. L'anàlisi de la seva morfologia dental fa pensar que possiblement es nodria d'animals amb closca. El nom genèric Prosqualodon significa ‘abans de Squalodon’.